# Waddy Wachtel

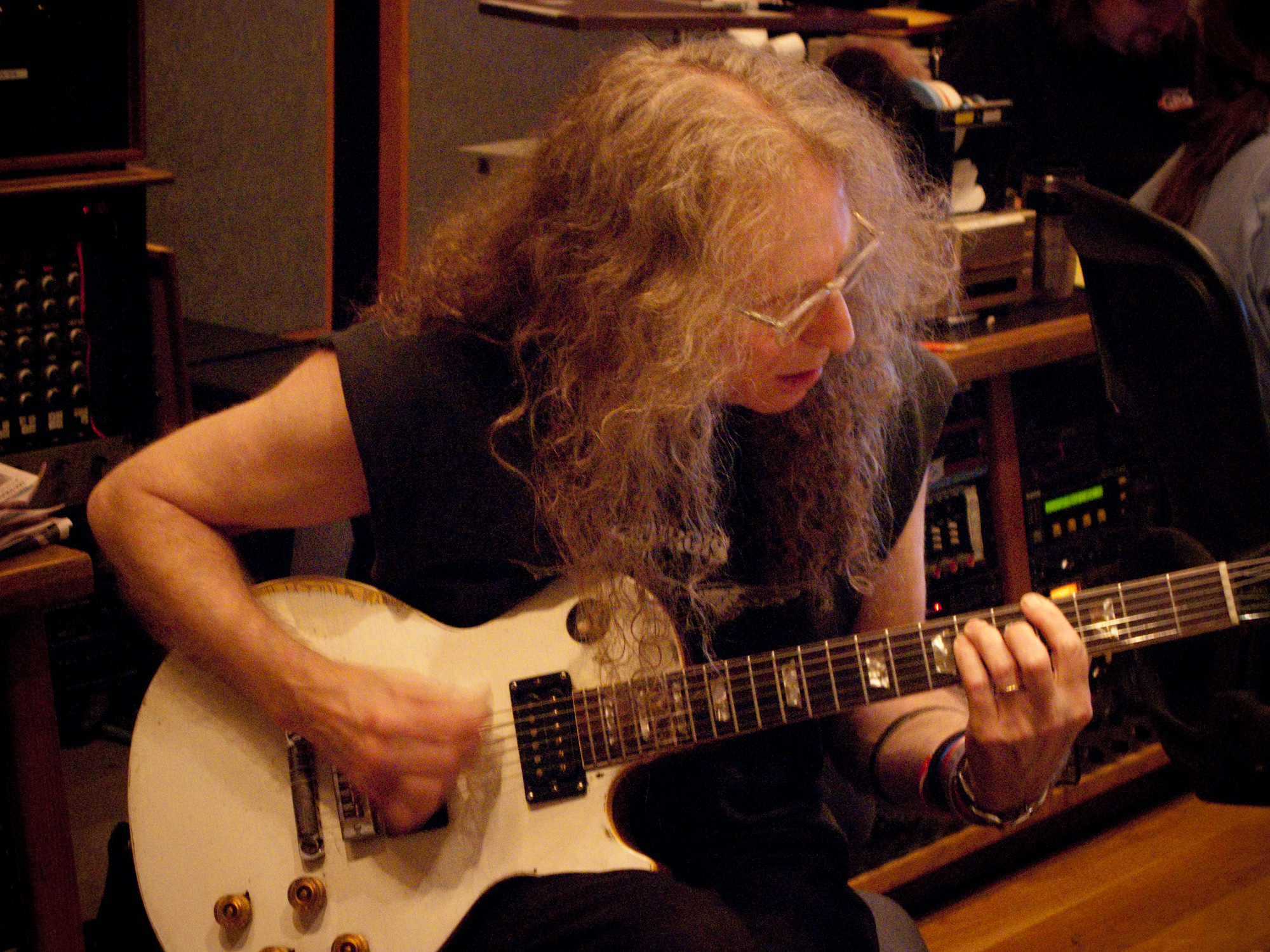
Waddy Wachtel 2009

Robert „Waddy“ Wachtel (* 24. Mai 1947 in Jackson Heights, Queens, New York City) ist ein US-amerikanischer Musiker (Gitarre, Klavier, Gesang), Komponist und Produzent. Bekannt ist er vor allem als gefragter Studiomusiker, der zahlreiche Größen der Rockmusik im Studio und auf Tourneen begleitete.

## Leben

### Frühe Jahre
Waddy Wachtel bekam mit neun Jahren seine erste Gitarre. Als Linkshänder spielte er das Instrument zunächst „verkehrt herum“, bis ein Gitarrenlehrer ihn dazu brachte, mit der rechten Hand zu spielen. Mitte der 1960er gründete Wachtel die Band „The Orphans“, die mit Coverversionen auftrat. Seine nächste Band war „Twice Nicely“, mit der er auf Drängen von Bud Cowsill (Vater und Manager der Cowsills) nach Los Angeles ging. Hier löste sich die Gruppe auf, und Wachtel begann Ende der 1960er, in Kalifornien als Session- und Tourmusiker, Produzent, Arrangeur und Komponist zu arbeiten.

### Session- und Tourmusiker
Nach einigen Projekten mit den Cowsills wurde Wachtel von den Everly Brothers engagiert, auf deren Album Stories We Could Tell (1972) er Gitarre spielte. Zu den Künstlern und Bands, die er in der Folge musikalisch begleitete, zählen James Taylor (In the Pocket, 1976), Warren Zevon (Warren Zevon, 1976), Linda Ronstadt (Simple Dreams, 1977), Randy Newman (Little Criminals, 1977), Bob Weir (Heaven Help the Fool, 1978), Brian Ferry (The Bride Stripped Bare, 1978), Bonnie Raitt (The Glow, 1979), Kim Carnes (Mistaken Identity, 1981), Stevie Nicks (Bella Donna, 1981), Karla Bonoff (Wild Heart of the Young, 1982), Don Henley (I Can’t Stand Still, 1982), Jackson Browne (Lives in the Balance, 1986), Graham Nash (Innocent Eyes, 1986), Cher (Cher, 1987), Dolly Parton (Rainbow, 1987), Keith Richards mit den X-Pensive Winos (Talk Is Cheap, 1988), Iggy Pop (Brick by Brick, 1990), Bob Dylan (Under the Red Sky, 1990), Bob Seger (The Fire Inside, 1991), Rod Stewart (Vagabond Heart, 1991), Tracy Chapman (Matters of the Heart, 1992), Ringo Starr (Time Takes Time, 1992), Tom Waits (Bone Machine, 1992), Melissa Etheridge (Yes I Am, 1993), Brian Wilson (I Just Wasn’t Made for These Times, 1995) und die Rolling Stones (Bridges to Babylon, 1997). 1996 begann eine langjährige Zusammenarbeit Wachtels mit Adam Sandler, den er bei mehreren Alben und Auftritten begleitete.
Diese Liste stellt lediglich eine Auswahl dar, die genannten Alben dienen als Beispiele. Mit einigen der aufgeführten Künstler nahm Wachtel mehrere Alben auf, insbesondere mit Stevie Nicks, Linda Ronstadt, Warren Zevon, James Taylor und Keith Richards. Mit etlichen der genannten und weiteren Künstlern ging Wachtel auch auf Tour, schrieb Songs für sie oder produzierte ihre Aufnahmen. Zudem spielte er immer wieder mit der Studioband „The Section“ um Gitarrist Danny Kortchmar, obgleich er nie offiziell deren Mitglied war.
Dazu trat Wachtel des Öfteren bei Benefiz- und Tribute-Konzerten auf, darunter „The Family Thing 2“ (2004) für Bill Cowsill und das „Ahmet Ertegün Tribute Concert“ (2007).
Im Jahr 2014 gehörte Wachtel zusammen mit Bassist Leland Sklar und Schlagzeuger Russ Kunkel zur Studioband der walisischen Singer-Songwriterin Judith Owen auf deren Produktion Ebb & Flow.

### Soloprojekte
Neben seinen Aktivitäten für andere Musiker hatte Wachtel auch einige Soloprojekte. 1973 erschien die Single You’re the One / Love You Should Save; beide Stücke waren von Wachtel geschrieben, er spielte alle Instrumente und sang. 1980 war Wachtel Frontmann der Band „Ronin“, die ein Album herausbrachte, das jedoch kommerziell ohne Erfolg blieb. Ab 2000 trat er in Los Angeles mit seiner Waddy Wachtel Band auf.

### Film und Fernsehen
Es existieren zahlreiche Konzertvideos, die Waddy Wachtel in Aktion zeigen. Zu den Konzertmitschnitten, in denen er Gitarre spielt, gehören z. B. Crystal Visions – The Very Best of Stevie Nicks (aufgenommen 2007) und The Soundstage Sessions (aufgenommen 2007–2008, ebenfalls mit Stevie Nicks).
Wachtel schrieb auch Musik für eine Reihe von Filmen, darunter Viel Rauch um nichts (1978), Joe Dreck (2001), Dickie Roberts: Kinderstar (2003), Die Bankdrücker (2006), Grandma’s Boy (2006) und andere.
Ab 1979 spielte Wachtel mehrere Male, verteilt über ein Jahrzehnt, in der Band der Fernsehshow Saturday Night Live. 1982 hatte er einen Auftritt in der Sesamstraße, 2004 in der Sitcom Yes, Dear. Daneben war er Gastmusiker in einer Reihe weiterer Fernsehshows.

### Verurteilung
1998 wurden Waddy Wachtel und seine Frau festgenommen, nachdem auf ihrem Computer, den sie zur Reparatur gegeben hatten, kinderpornografisches Material gefunden worden war. Wachtel wurde zu drei Jahren Haft auf Bewährung verurteilt.